# Liga Europa da UEFA de 2017–18 – Primeira pré-eliminatória
A Primeira pré-eliminatória da Liga Europa da UEFA de 2017–18 foi disputada entre os dias 29 de junho e 6 de julho de 2017. Um total de 100 equipes competiram nesta fase para decidir 50 das 66 vagas na Segunda pré-eliminatória.
Todas as partidas seguem o Horário de Verão da Europa Central (UTC+2).

## Primeira pré-eliminatória
O sorteio para esta fase foi realizado em 19 de junho de 2017. As partidas de ida foram disputadas em 29 de junho e as partidas de volta em 9 de julho de 2017.
| Equipe 1             | Total       | Equipe 2              | 1.º jogo | 2.º jogo |
| -------------------- | ----------- | --------------------- | -------- | -------- |
| Maccabi Tel Aviv     | 5–0         | Tirana                | 2–0      | 3–0      |
| Mladost Lučani       | 0–5         | Inter Baku            | 0–3      | 0–2      |
| Shirak               | 2–4         | Gorica                | 0–2      | 2–2      |
| Shkëndija            | 7–0         | Dacia Chișinău        | 3–0      | 4–0      |
| Trenčín              | 8–1         | Torpedo Kutaisi       | 5–1      | 3–0      |
| Kairat               | 8–1         | Atlantas              | 6–0      | 2–1      |
| Chikhura Sachkhere   | 1–2         | Rheindorf Altach      | 0–1      | 1–1      |
| Zira                 | 4–1         | Differdange 03        | 2–0      | 2–1      |
| Levski Sofia         | 3–1         | Sutjeska Nikšić       | 3–1      | 0–0      |
| Lech Poznań          | 7–0         | Pelister              | 4–0      | 3–0      |
| Beitar Jerusalem     | 7–3         | Vasas                 | 4–3      | 3–0      |
| Fola Esch            | 3–2         | Milsami Orhei         | 2–1      | 1–1      |
| Vojvodina            | 2–3         | Ružomberok            | 2–1      | 0–2      |
| Irtysh Pavlodar      | 3–0         | Dunav Rousse          | 1–0      | 2–0      |
| Mladost Podgorica    | 4–0         | Gandzasar Kapan       | 1–0      | 3–0      |
| Široki Brijeg        | 2–0         | Ordabasy              | 2–0      | 0–0      |
| Partizani Tirana     | 1–4         | Botev Plovdiv         | 1–3      | 0–1      |
| Pyunik               | 1–9         | Slovan Bratislava     | 1–4      | 0–5      |
| Dinamo Batumi        | 0–5         | Jagiellonia Białystok | 0–1      | 0–4      |
| Videoton             | 5–3         | Balzan                | 2–0      | 3–3      |
| Estrela Vermelha     | 6–3         | Floriana              | 3–0      | 3–3      |
| UE Santa Coloma      | 0–6         | Osijek                | 0–2      | 0–4      |
| Tre Penne            | 0–7         | FK Rabotnički         | 0–1      | 0–6      |
| Željezničar          | 3–2         | Zeta                  | 1–0      | 2–2      |
| St Joseph's          | 0–10        | AEL Limassol          | 0–4      | 0–6      |
| Valletta             | 3–0         | Folgore               | 2–0      | 1–0      |
| Zaria Bălți          | 3–3 (6–5 p) | FK Sarajevo           | 2–1      | 1–2      |
| Rangers              | 1–2         | Progrès Niederkorn    | 1–0      | 0–2      |
| AEK Larnaca          | 6–1         | Lincoln Red Imps      | 5–0      | 1–1      |
| Skënderbeu           | 6–0         | Sant Julià            | 1–0      | 5–0      |
| Ventspils            | 0–1         | Valur                 | 0–0      | 0–1      |
| Bala Town            | 1–5         | Vaduz                 | 1–2      | 0–3      |
| Domžale              | 5–2         | Flora Tallinn         | 2–0      | 3–2      |
| Midtjylland          | 10–2        | Derry City            | 6–1      | 4–1      |
| Haugesund            | 7–0         | Coleraine             | 7–0      | 0–0      |
| St. Johnstone        | 1–3         | FK Trakai             | 1–2      | 0–1      |
| VPS                  | 2–0         | Olimpija Ljubljana    | 1–0      | 1–0      |
| Crusaders            | 3–3 (gf)    | Liepāja               | 3–1      | 0–2      |
| Dinamo Minsk         | 4–1         | NSÍ Runavík           | 2–1      | 2–0      |
| Stjarnan             | 0–2         | Shamrock Rovers       | 0–1      | 0–1      |
| Odd                  | 5–0         | Ballymena United      | 3–0      | 2–0      |
| Connah's Quay Nomads | 1–3         | HJK Helsinki          | 1–0      | 0–3      |
| Nõmme Kalju          | 4–2         | B36 Tórshavn          | 2–1      | 2–1      |
| Ferencvárosi         | 3–0         | Jelgava               | 2–0      | 1–0      |
| IFK Norrköping       | 6–0         | Prishtina             | 5–0      | 1–0      |
| Shakhtyor Salihorsk  | 1–2         | Sūduva Marijampolė    | 0–0      | 1–2      |
| KR Reykjavík         | 2–0         | SJK                   | 0–0      | 2–0      |
| Levadia Tallinn      | 2–6         | Cork City             | 0–2      | 2–4      |
| Lyngby               | 4–0         | Bangor City           | 1–0      | 3–0      |
| KÍ                   | 0–5         | AIK                   | 0–0      | 0–5      |

### Jogo 1
| 29 de junho de 2017 | Maccabi Tel Aviv     | 2 – 0     | Tirana | Netanya Stadium, Netanya[A]               |
| 20:00               | Cohen 27' · Dasa 64' | Relatório |        | Público: 7 098 Árbitro: CRO Tihomir Pejin |

| Maccabi | Tirana |

| 6 de julho de 2017 | Tirana | 0 – 3     | Maccabi Tel Aviv                          | Selman Stërmasi Stadium, Tirana             |
| 17:00              |        | Relatório | Schoenfeld 50' · Yitzhaki 80' · Rikan 86' | Público: 400 Árbitro: HUN Sándor Andó-Szabó |

| Tirana | Maccabi |

### Jogo 2
| 29 de junho de 2017 | Mladost Lučani | 0 – 3     | Inter Baku                           | Mladost Stadium, Lučani                      |
| 20:30               |                | Relatório | Scarlatache 23', 41' · R. Aliyev 75' | Público: 1 950 Árbitro: RUS Aleksei Matyunin |

| M. Lučani | Inter Baku |

| 6 de julho de 2017 | Inter Baku                    | 2 – 0     | Mladost Lučani | Dalga Arena, Baku[R]                       |
| 19:00              | Denis Silva 23' · Hajiyev 74' | Relatório |                | Público: 3 150 Árbitro: UKR Mykola Balakin |

| Inter Baku | M. Lučani |

### Jogo 3
| 29 de junho de 2017 | Shirak | 0 – 2     | Gorica         | Gyumri City Stadium, Gyumri                |
| 14:00               |        | Relatório | Kapić 15', 69' | Público: 2 100 Árbitro: RUS Mikhail Vilkov |

| Shirak | Gorica |

| 6 de julho de 2017 | Gorica                     | 2 – 2     | Shirak                      | Nova Gorica Sports Park, Nova Gorica                  |
| 20:30              | Prljević 13' · Osuji 90+2' | Relatório | Kaba 34' · Bichakhchyan 56' | Público: 1 200 Árbitro: DIN Peter Kjærsgaard-Andersen |

| Gorica | Shirak |

### Jogo 4
| 29 de junho de 2017 | Shkëndija                           | 3 – 0     | Dacia Chișinău | Stadion Mladost, Strumica[B]                  |
| 18:00               | Ibraimi 7' (pen) · Radeski 11', 75' | Relatório |                | Público: 1 950 Árbitro: POL Krzysztof Jakubik |

| Shkëndija | Dacia |

| 6 de julho de 2017 | Dacia Chișinău | 0 – 4     | Shkëndija                                                  | Stadionul Moldova, Speia                 |
| 16:00              |                | Relatório | Alimi 32' · Júnior 44' · Zejnullahi 81' · Hasani 89' (pen) | Público: 200 Árbitro: SVK Peter Kralović |

| Dacia | Shkëndija |

### Jogo 5
| 29 de junho de 2017 | Trenčín                                                 | 5 – 1     | Torpedo Kutaisi | Štadión na Sihoti, Trenčín               |
| 17:20               | Mance 36', 40' · Čataković 75' · Paur 81' · Beridze 87' | Relatório | Guruli 10'      | Público: 2 915 Árbitro: IRL Tim Marshall |

| Trenčín | Torpedo |

| 6 de julho de 2017 | Torpedo Kutaisi | 0 – 3     | Trenčín                     | Ramaz Shengelia Stadium, Kutaisi        |
| 20:30              |                 | Relatório | Gong 21', 64' · Beridze 49' | Público: 4 221 Árbitro: CRO Mario Zebec |

| Torpedo | Trenčín |

### Jogo 6
| 29 de junho de 2017 | Kairat                                                             | 6 – 0     | Atlantas | Almaty Central Stadium, Almaty             |
| 16:45               | Gohou 21', 50' (pen) · Arshavin 26' (pen), 42' · Iličević 30', 73' | Relatório |          | Público: 15 000 Árbitro: AZE Omar Pashayev |

| Kairat | Atlantas |

| 6 de julho de 2017 | Atlantas  | 1 – 2     | Kairat                         | Klaipėdos centrinis stadionas, Klaipėda     |
| 18:00              | Ciofu 12' | Relatório | Iličević 35' (pen) · Gohou 39' | Público: 1 450 Árbitro: BEL Nicolas Laforge |

| Atlantas | Kairat |

### Jogo 7
| 29 de junho de 2017 | Chikhura Sachkhere | 0 – 1     | Rheindorf Altach | Boris Paichadze Dinamo Arena, Tbilisi[C] |
| 19:00               |                    | Relatório | Ngwat-Mahop 4'   | Público: 1 700 Árbitro: ISR Erez Papir   |

| Chikhura | R. Altach |

| 6 de julho de 2017 | Rheindorf Altach | 1 – 1     | Chikhura Sachkhere | Stadion Schnabelholz, Altach                 |
| 19:00              | Nutz 29'         | Relatório | Tatanashvili 57'   | Público: 3 335 Árbitro: MDA Veaceslav Banari |

| R. Altach | Chikhura |

### Jogo 8
| 29 de junho de 2017 | Zira                    | 2 – 0     | Differdange 03 | Dalga Arena, Baku[D]                      |
| 19:00               | Gadze 22' · Belfort 80' | Relatório |                | Público: 4 560 Árbitro: KAZ Daniyar Sakhi |

| Zira | Differdange 03 |

| 6 de julho de 2017 | Differdange 03   | 1 – 2     | Zira                  | Stade Municipal, Differdange               |
| 19:00              | Vandenbroeck 10' | Relatório | Manga 64' · Gadze 68' | Público: 1 626 Árbitro: SVK Boris Marhefka |

| Differdange 03 | Zira |

### Jogo 9
| 29 de junho de 2017 | Levski Sofia                     | 3 – 1     | Sutjeska Nikšić | Vivacom Arena - Georgi Asparuhov Stadium, Sofia |
| 19:00               | Mapuku 1', 21' · Procházka 45+1' | Relatório | Marković 79'    | Público: 6 456 Árbitro: NOR Martin Lundby       |

| Levski Sofia | Sutjeska |

| 6 de julho de 2017 | Sutjeska Nikšić | 0 – 0     | Levski Sofia | Gradski stadion, Nikšić                       |
| 20:30              |                 | Relatório |              | Público: 3 500 Árbitro: CYP Dimitrios Massias |

| Sutjeska | Levski Sofia |

### Jogo 10
| 29 de junho de 2017 | Lech Poznań                                       | 4 – 0     | Pelister | Stadion Miejski, Poznań                   |
| 20:45               | Nielsen 28' (pen) · Šitum 30', 57' · Majewski 38' | Relatório |          | Público: 18 215 Árbitro: POR Luís Godinho |

| Lech Poznań | Pelister |

| 6 de julho de 2017 | Pelister | 0 – 3     | Lech Poznań                           | Stadion Mladost, Strumica[S]                |
| 17:00              |          | Relatório | Trałka 39' · Jevtić 66' · Jóźwiak 77' | Público: 750 Árbitro: FRA François Letexier |

| Pelister | Lech Poznań |

### Jogo 11
| 29 de junho de 2017 | Beitar Jerusalem                                        | 4 – 3     | Vasas                         | HaMoshava Stadium, Petah Tikva[E]     |
| 18:45               | Georginho 19' · Benayoun 88' · Vered 90+1' · Sabo 90+2' | Relatório | Pavlov 36', 43' · Kulcsár 52' | Público: 100 Árbitro: SER Nenad Đokić |

| Beitar Jer. | Vasas |

| 6 de julho de 2017 | Vasas | 0 – 3     | Beitar Jerusalem              | Szusza Ferenc stadion, Budapest[T]          |
| 20:30              |       | Relatório | Ezra 10', 61' · Varenne 90+1' | Público: 4 016 Árbitro: POR Fábio Veríssimo |

| Vasas | Beitar Jer. |

### Jogo 12
| 29 de junho de 2017 | Fola Esch                  | 2 – 1     | Milsami Orhei | Stade Émile Mayrisch, Esch-sur-Alzette  |
| 19:30               | Dallevedove 4' · Hadji 80' | Relatório | Plătică 81'   | Público: 989 Árbitro: FIN Dennis Antamo |

| Fola Esch | Milsami Orhei |

| 6 de julho de 2017 | Milsami Orhei | 1 – 1     | Fola Esch       | Zimbru Stadium, Chișinău[U]                |
| 19:30              | Antoniuc 37'  | Relatório | Dallevedove 58' | Público: 2 800 Árbitro: EST Roomer Tarajev |

| Milsami Orhei | Fola Esch |

### Jogo 13
| 29 de junho de 2017 | Vojvodina        | 2 – 1     | Ružomberok | Karađorđe Stadium, Novi Sad                  |
| 20:00               | Malbašić 8', 21' | Relatório | Daniel 81' | Público: 5 093 Árbitro: TUR Halil Umut Meler |

| Vojvodina | Ružomberok |

| 6 de julho de 2017 | Ružomberok                   | 2 – 0     | Vojvodina | Štadión pod Čebraťom, Ružomberok          |
| 19:00              | Kovačević 67' · J. Maslo 87' | Relatório |           | Público: 4 486 Árbitro: HOL Dennis Higler |

| Ružomberok | Vojvodina |

### Jogo 14
| 29 de junho de 2017 | Irtysh Pavlodar | 1 – 0     | Dunav Rousse | Pavlodar Central Stadium, Pavlodar        |
| 16:00               | Bugaiov 5'      | Relatório |              | Público: 8 000 Árbitro: NIR Arnold Hunter |

| Irtysh Pavl. | Dunav Rousse |

| 6 de julho de 2017 | Dunav Rousse | 0 – 2     | Irtysh Pavlodar           | Gradski Stadium, Ruse                          |
| 19:00              |              | Relatório | Maslać 6' · Darabayev 88' | Público: 5 100 Árbitro: MNE Jovan Kaludjerović |

| Dunav Rousse | Irtysh Pavl. |

### Jogo 15
| 29 de junho de 2017 | Mladost Podgorica | 1 – 0     | Gandzasar Kapan | Podgorica City Stadium, Podgorica[F]        |
| 20:30               | Đurišić 57' (pen) | Relatório |                 | Público: 2 369 Árbitro: IRL Paul McLaughlin |

| Mladost | Gandzasar |

| 6 de julho de 2017 | Gandzasar Kapan | 0 – 3     | Mladost Podgorica                                 | Vazgen Sargsyan Republican Stadium, Yerevan[V] |
| 18:00              |                 | Relatório | Petrović 68' · Kaluđerović 90+2' · Raičević 90+4' | Público: 2 470 Árbitro: SWI Sascha Amhof       |

| Gandzasar | Mladost |

### Jogo 16
| 29 de junho de 2017 | Široki Brijeg               | 2 – 0     | Ordabasy | Stadion Pecara, Široki Brijeg             |
| 20:30               | Krstanović 37' (pen), 45+1' | Relatório |          | Público: 3 100 Árbitro: HUN Ferenc Karakó |

| Široki Brijeg | Ordabasy |

| 6 de julho de 2017 | Ordabasy | 0 – 0     | Široki Brijeg | Central Stadium, Almaty[X]                |
| 17:00              |          | Relatório |               | Público: 1 820 Árbitro: HUN Ferenc Karakó |

| Ordabasy | Široki Brijeg |

### Jogo 17
| 29 de junho de 2017 | Partizani Tirana | 1 – 3     | Botev Plovdiv                  | Selman Stërmasi Stadium, Tirana                |
| 17:00               | Sukaj 5'         | Relatório | Kossoko 27', 88' · Nedelev 62' | Público: 2 000 Árbitro: WAL Bryn Markham-Jones |

| Partizani | Botev Plovdiv |

| 6 de julho de 2017 | Botev Plovdiv | 1 – 0     | Partizani Tirana | Lazur Stadium, Burgas[Y]                 |
| 19:00              | Brisola 22'   | Relatório |                  | Público: 3 560 Árbitro: TUR Alper Ulusoy |

| Botev Plovdiv | Partizani |

### Jogo 18
| 29 de junho de 2017 | Pyunik             | 1 – 4     | Slovan Bratislava                                    | Vazgen Sargsyan Republican Stadium, Yerevan[G] |
| 17:00               | Avetisyan 7' (pen) | Relatório | Hološko 22', 68' · Savićević 62' · Shakhnazaryan 75' | Público: 1 800 Árbitro: HUN Ádám Farkas        |

| Pyunik | Slovan Brat. |

| 6 de julho de 2017 | Slovan Bratislava                                | 5 – 0     | Pyunik | Štadión Pasienky, Bratislava              |
| 19:00              | Mareš 10', 23', 64' · De Kamps 62' · Sekulić 66' | Relatório |        | Público: 1 602 Árbitro: SER Bojan Nikolić |

| Slovan Brat. | Pyunik |

### Jogo 19
| 29 de junho de 2017 | Dinamo Batumi | 0 – 1     | Jagiellonia Białystok | Ramaz Shengelia Stadium, Kutaisi[H]         |
| 18:00               |               | Relatório | Sheridan 49'          | Público: 4 000 Árbitro: BEL Erik Lambrechts |

| D. Batumi | Jagiellonia |

| 6 de julho de 2017 | Jagiellonia Białystok                                  | 4 – 0     | Dinamo Batumi | City Stadium, Białystok                        |
| 18:00              | Tomelin 58' · Černych 81' · Runje 88' · Sekulski 90+3' | Relatório |               | Público: 13 538 Árbitro: UKR Yuriy Mozharovsky |

| Jagiellonia | D. Batumi |

### Jogo 20
| 29 de junho de 2017 | Videoton                     | 2 – 0     | Balzan | Pancho Aréna, Felcsút[I]                     |
| 20:45               | Šćepović 79' · Lazović 90+4' | Relatório |        | Público: 2 188 Árbitro: MKD Dejan Jakimovksi |

| Videoton | Balzan |

| 4 de julho de 2017 | Balzan                               | 3 – 3     | Videoton                               | Hibernians Stadium, Paola             |
| 17:45              | Kaljević 3', 86' (pen) · Effiong 56' | Relatório | Juhász 15' · Šćepović 23' · Géresi 80' | Público: 550 Árbitro: SVK Filip Glova |

| Balzan | Videoton |

### Jogo 21
| 29 de junho de 2017 | Estrela Vermelha                    | 3 – 0     | Floriana | Red Star Stadium, Belgrade                      |
| 20:30               | Boakye 45+5' (pen), 89' · Srnić 78' | Relatório |          | Público: 19 823 Árbitro: FIN Mattias Gestranius |

| Estrela V. | Floriana |

| 6 de julho de 2017 | Floriana                                    | 3 – 3     | Estrela Vermelha              | Hibernians Stadium, Paola[W]               |
| 20:30              | Pisani 45+3' (pen) · Vella 78' · Varela 84' | Relatório | Boakye 13', 70' · Milijaš 76' | Público: 1 176 Árbitro: GRE Georgios Kyzas |

| Floriana | Estrela V. |

### Jogo 22
| 29 de junho de 2017 | UE Santa Coloma | 0 – 2     | Osijek                 | Estadi Comunal, Andorra la Vella                |
| 19:00               |                 | Relatório | Mioč 80' · Lukić 90+6' | Público: 600 Árbitro: MLT Farrugia Cann Trustin |

| Sta. Coloma | Osijek |

| 6 de julho de 2017 | Osijek                                         | 4 – 0     | UE Santa Coloma | Stadion Gradski vrt, Osijek               |
| 20:45              | Ejupi 8' · Barišić 40' (pen) · Bočkaj 56', 62' | Relatório |                 | Público: 4 682 Árbitro: IRL Keith Kennedy |

| Osijek | Sta. Coloma |

### Jogo 23
| 29 de junho de 2017 | Tre Penne | 0 – 1     | FK Rabotnički | San Marino Stadium, Serravalle              |
| 20:30               |           | Relatório | Mitrev 90'    | Público: 294 Árbitro: GIB Jason Lee Barcelo |

| Tre Penne | FK Rabotnički |

| 6 de julho de 2017 | FK Rabotnički                                                    | 6 – 0     | Tre Penne | Training Centre Petar Miloševski, Skopje[Z]     |
| 17:30              | Sahiti 28' · Najdenov 43', 59' · Markoski 71' · Velinov 82', 83' | Relatório |           | Público: 500 Árbitro: LIT Manfredas Lukjančukas |

| FK Rabotnički | Tre Penne |

### Jogo 24
| 29 de junho de 2017 | Željezničar | 1 – 0     | Zeta | Stadion Grbavica, Sarajevo                  |
| 20:45               | Lendrić 48' | Relatório |      | Público: 8 858 Árbitro: RUS Kirill Levnikov |

| Željezničar | Zeta |

| 6 de julho de 2017 | Zeta                         | 2 – 2     | Željezničar               | City Stadium, Podgorica[AA]               |
| 20:30              | Kukuličić 29' · Krštović 76' | Relatório | Zakarić 32' · Lendrić 61' | Público: 2 500 Árbitro: POR Tiago Martins |

| Zeta | Željezničar |

### Jogo 25
| 29 de junho de 2017 | St Joseph's | 0 – 4     | AEL Limassol                                    | Estádio Algarve, Faro–Loulé (Portugal)[J] |
| 20:45               |             | Relatório | Arruabarrena 4' · Mesca 51' · Lafrance 64', 72' | Público: 163 Árbitro: FRO Petur Reinert   |

| St Joseph's | AEL Limassol |

| 6 de julho de 2017 | AEL Limassol                                                            | 6 – 0     | St Joseph's | Tsirio Stadium, Limassol                  |
| 16:00              | Avraam 2' · Elia 37', 45+6' · Benítez 52' · Kyriakou 90' · Mavrou 90+2' | Relatório |             | Público: 1 774 Árbitro: POR Luis Teixeira |

| AEL Limassol | St Joseph's |

### Jogo 26
| 29 de junho de 2017 | Valletta               | 2 – 0     | Folgore | Hibernians Stadium, Paola                    |
| 20:45               | Borg 42' · Velasco 48' | Relatório |         | Público: 1 141 Árbitro: BLR Denis Scherbakov |

| Valletta | Folgore |

| 6 de julho de 2017 | Folgore | 0 – 1     | Valletta   | San Marino Stadium, Serravalle      |
| 20:30              |         | Relatório | Malano 65' | Público: 437 Árbitro: KOS Genc Nuza |

| Folgore | Valletta |

### Jogo 27
| 29 de junho de 2017 | Zaria Bălți               | 2 – 1     | FK Sarajevo   | Zimbru Stadium, Chișinău[K]                        |
| 19:00               | Zahynaylov 7' · Gómez 33' | Relatório | Mihojević 74' | Público: 2 500 Árbitro: GRE Alexandros Aretopoulos |

| Zaria Bălți | FK Sarajevo |

| 6 de julho de 2017 | FK Sarajevo                       | 2 – 1     | Zaria Bălți   | Asim Ferhatović Hase Stadium, Sarajevo             |
| 20:00              | Hebibović 13' · Kadušić 35' (pen) | Relatório | Mihojević 60' | Público: 12 000 Árbitro: LAT Aleksandrs Anufrijevs |

|                                                        |       | Penalidades                                                  |  |
| Hodžić Ivetić Mihojević Bekić Sarić Anđušić Kuzmanović | 5 – 6 | Slinkin Suvorov Golovatenco Zahynaylov Yermak Mihaliov Focșa |  |

| FK Sarajevo | Zaria Bălți |

### Jogo 28
| 29 de junho de 2017 | Rangers    | 1 – 0     | Progrès Niederkorn | Ibrox Stadium, Glasgow                         |
| 20:45               | Miller 37' | Relatório |                    | Público: 48 681 Árbitro: SWE Mohammed Al-Hakim |

| Rangers | Progrès |

| 4 de julho de 2017 | Progrès Niederkorn           | 2 – 0     | Rangers | Stade Josy Barthel, Luxembourg City                      |
| 19:45              | Françoise 66' · S. Thill 75' | Relatório |         | Público: 5 532 Árbitro: ISL Vilhjálmur Alvar Þórarinsson |

| Progrès | Rangers |

### Jogo 29
| 29 de junho de 2017 | AEK Larnaca                                                   | 5 – 0     | Lincoln Red Imps | AEK Arena - Georgios Karapatakis, Larnaca |
| 19:00               | Florian 22', 68' · Joan Tomàs 52', 65' · Tričkovski 77' (pen) | Relatório |                  | Público: 3 496 Árbitro: SUI Nikolaj Hänni |

| AEK Larnaca | Lincoln |

| 6 de julho de 2017 | Lincoln Red Imps | 1 – 1     | AEK Larnaca     | Estádio Algarve, Loulé[AB]           |
| 22:00              | Bardon 42'       | Relatório | Jorge 78' (pen) | Público: 127 Árbitro: CZE Pavel Orel |

| Lincoln | AEK Larnaca |

### Jogo 30
| 29 de junho de 2017 | Skënderbeu | 1 – 0     | Sant Julià | Skënderbeu Stadium, Korçë                   |
| 20:00               | Latifi 69' | Relatório |            | Público: 2 700 Árbitro: IRL Robert Hennessy |

| Skënderbeu | Sant Julià |

| 6 de julho de 2017 | Sant Julià | 0 – 5     | Skënderbeu                                                    | Estadi Comunal, Andorra la Vella         |
| 20:30              |            | Relatório | Vujović 2' · Adeniyi 38' · Latifi 79', 90+3' · Vangjeli 90+1' | Público: 700 Árbitro: NOR Kai Erik Steen |

| Sant Julià | Skënderbeu |

### Jogo 31
| 29 de junho de 2017 | Ventspils | 0 – 0     | Valur | Ventspils Olimpiskais Stadions, Ventspils |
| 17:00               |           | Relatório |       | Público: 1 933 Árbitro: AZE Rahim Hasanov |

| Ventspils | Valur |

| 6 de julho de 2017 | Valur        | 1 – 0     | Ventspils | Hlíðarendi, Reykjavík                  |
| 22:00              | Sigurður 71' | Relatório |           | Público: 1 129 Árbitro: IRL Rob Harvey |

| Valur | Ventspils |

### Jogo 32
| 29 de junho de 2017 | Bala Town    | 1 – 2     | Vaduz                    | Belle Vue, Rhyl[L]                      |
| 20:00               | Venables 61' | Relatório | Zárate 21' · Brunner 29' | Público: 803 Árbitro: LUX Alain Durieux |

| Bala Town | Vaduz |

| 6 de julho de 2017 | Vaduz                        | 3 – 0     | Bala Town | Rheinpark Stadion, Vaduz                |
| 20:00              | Turkes 22', 39' · Mathys 43' | Relatório |           | Público: 621 Árbitro: FIN Jari Järvinen |

| Vaduz | Bala Town |

### Jogo 33
| 29 de junho de 2017 | Domžale               | 2 – 0     | Flora Tallinn | Arena Petrol, Celje[M]                  |
| 20:30               | Repas 77' · Žužek 90' | Relatório |               | Público: 724 Árbitro: POR João Pinheiro |

| Domžale | Flora |

| 6 de julho de 2017 | Flora Tallinn                  | 2 – 3     | Domžale                                      | A. Le Coq Arena, Tallinn                 |
| 18:00              | Beglarishvili 2' · Ainsalu 22' | Relatório | Firer 40' · Ibričić 86' (pen) · Balkovec 89' | Público: 818 Árbitro: ROM Horațiu Fesnic |

| Flora | Domžale |

### Jogo 34
| 29 de junho de 2017 | Midtjylland                                                                 | 6 – 1     | Derry City | MCH Arena, Herning                         |
| 20:00               | Dal Hende 4' · Riis 15' · J. Poulsen 44' (pen) · Kroon 59', 61' · Kraev 84' | Relatório | Curtis 66' | Público: 5 122 Árbitro: AUT Markus Hameter |

| Midtjylland | Derry City |

| 6 de julho de 2017 | Derry City  | 1 – 4     | Midtjylland                        | The Showgrounds, Sligo[AC]               |
| 20:45              | McEneff 41' | Relatório | Onuachu 7', 38', 69' · Wikheim 59' | Público: 467 Árbitro: SLO Rade Obrenović |

| Derry City | Midtjylland |

### Jogo 35
| 29 de junho de 2017 | Haugesund                                                                                         | 7 – 0     | Coleraine | Haugesund Stadion, Haugesund               |
| 19:00               | Tronstad 8' · Abdi 33' · Hajradinović 42' · Ikedi 49' · Ibrahim 52' · Huseklepp 61' · Buduson 71' | Relatório |           | Público: 2 523 Árbitro: MDA Alexandru Tean |

| Haugesund | Coleraine |

| 6 de julho de 2017 | Coleraine | 0 – 0     | Haugesund | The Showgrounds, Coleraine              |
| 20:45              |           | Relatório |           | Público: 944 Árbitro: POR Carlos Xistra |

| Coleraine | Haugesund |

### Jogo 36
| 29 de junho de 2017 | St. Johnstone   | 1 – 2     | FK Trakai                  | McDiarmid Park, Perth                  |
| 20:45               | Shaughnessy 32' | Relatório | Maksimov 14' · Šilėnas 36' | Público: 5 636 Árbitro: CRO Fran Jović |

| St. Johnstone | FK Trakai |

| 6 de julho de 2017 | FK Trakai    | 1 – 0     | St. Johnstone | LFF Stadium, Vilnius                          |
| 18:00              | Maksimov 88' | Relatório |               | Público: 2 000 Árbitro: BUL Stanislav Todorov |

| FK Trakai | St. Johnstone |

### Jogo 37
| 29 de junho de 2017 | VPS         | 1 – 0     | Olimpija Ljubljana | Hietalahti Stadium, Vaasa                  |
| 18:00               | Vahtera 12' | Relatório |                    | Público: 3 989 Árbitro: CZE Petr Ardeleanu |

| VPS | Olimpija |

| 6 de julho de 2017 | Olimpija Ljubljana | 0 – 1     | VPS            | Stožice Stadium, Ljubljana                   |
| 18:00              |                    | Relatório | Strandvall 66' | Público: 4 700 Árbitro: GRE Georgios Kominis |

| Olimpija | VPS |

### Jogo 38
| 29 de junho de 2017 | Crusaders                           | 3 – 1     | Liepājaà       | Seaview, Belfast                           |
| 20:00               | Lowry 28' · Carvill 35' · Owens 55' | Relatório | Karašausks 61' | Público: 1 375 Árbitro: DEN Anders Poulsen |

| Crusaders | Liepājaà |

| 29 de junho de 2017 | Liepājaà                              | 2 – 0     | Crusaders | Daugava Stadium, Liepāja                  |
| 18:45               | Eristavi 33' (pen) · Karašausks 90+4' | Relatório |           | Público: 2 310 Árbitro: ARM Suren Baliyan |

| Liepājaà | Crusaders |

### Jogo 39
| 29 de junho de 2017 | Dinamo Minsk              | 2 – 0     | NSÍ Runavík | Traktor Stadium, Minsk                      |
| 17:30               | Astravukh 42' · Noyok 52' | Relatório |             | Público: 3 480 Árbitro: UKR Oleksandr Derdo |

| Dinamo Minsk | NSÍ Runavík |

| 6 de julho de 2017 | NSÍ Runavík | 0 – 2     | Dinamo Minsk      | Svangaskarð, Toftir[AD]                       |
| 17:30              |             | Relatório | Saroka 32', 90+5' | Público: 557 Árbitro: WAL Iwan Arwel Griffith |

| NSÍ Runavík | Dinamo Minsk |

### Jogo 40
| 29 de junho de 2017 | Stjarnan | 0 – 1     | Shamrock Rovers | Stjörnuvöllur, Garðabær                   |
| 21:15               |          | Relatório | Shaw 38'        | Público: 1 020 Árbitro: POL Tomasz Musiał |

| Stjarnan | Shamrock |

| 6 de julho de 2017 | Shamrock Rovers | 1 – 0     | Stjarnan | Tallaght Stadium, Dublin                 |
| 21:00              | Burke 20'       | Relatório |          | Público: 3 352 Árbitro: SWE Glenn Nyberg |

| Shamrock | Stjarnan |

### Jogo 41
| 29 de junho de 2017 | Odd                                        | 3 – 0     | Ballymena United | Skagerak Arena, Skien                      |
| 19:00               | Mladenovic 1' · Broberg 53' · Haugen 90+2' | Relatório |                  | Público: 2 969 Árbitro: BIH Edin Jakupović |

| Odd | Ballymena |

| 6 de julho de 2017 | Ballymena United | 0 – 2     | Odd                     | Seaview, Belfast[AE]                      |
| 20:45              |                  | Relatório | Millar 79' · Haugen 88' | Público: 1 792 Árbitro: CZE Radek Příhoda |

| Ballymena | Odd |

### Jogo 42
| 29 de junho de 2017 | Connah's Quay Nomads | 1 – 0     | HJK Helsinki | Nantporth, Bangor[N]                    |
| 20:00               | Woolfe 40'           | Relatório |              | Público: 472 Árbitro: ROM Cătălin Gaman |

| Connah's | HJK Helsinki |

| 6 de julho de 2017 | HJK Helsinki                   | 3 – 0     | Connah's Quay Nomads | Telia 5G -areena, Helsinki                   |
| 18:00              | Yaghoubi 11' · Pelvas 31', 55' | Relatório |                      | Público: 6 103 Árbitro: KAZ Furkat Atazhanov |

| HJK Helsinki | Connah's |

### Jogo 43
| 29 de junho de 2017 | Nõmme Kalju                 | 2 – 1     | B36 Tórshavn   | A. Le Coq Arena, Tallinn[O]                |
| 18:30               | Tjapkin 13' · Dmitrijev 79' | Relatório | Johannesen 49' | Público: 580 Árbitro: CYP Leontios Trattou |

| Nõmme Kalju | B36 Tórshavn |

| 6 de julho de 2017 | B36 Tórshavn | 1 – 2     | Nõmme Kalju              | Gundadalur, Tórshavn                    |
| 20:00              | Heinesen 52' | Relatório | Liliu 18' · Valikaev 88' | Público: 1 725 Árbitro: NOR Espen Eskås |

| B36 Tórshavn | Nõmme Kalju |

### Jogo 44
| 29 de junho de 2017 | Ferencvárosi   | 2 – 0     | Jelgava | Groupama Arena, Budapest                      |
| 18:45               | Varga 10', 69' | Relatório |         | Público: 7 123 Árbitro: CYP Vasilis Dimitriou |

| Ferencvárosi | Jelgava |

| 6 de julho de 2017 | Jelgava | 0 – 1     | Ferencvárosi | Groupama Arena, Budapest                    |
| 17:30              |         | Relatório | Priskin 37'  | Público: 1 400 Árbitro: MDA Dumitri Muntean |

| Jelgava | Ferencvárosi |

### Jogo 45
| 29 de junho de 2017 | IFK Norrköping                                                         | 5 – 0     | Prishtina | Nya Parken, Norrköping                          |
| 20:00               | Moberg Karlsson 10' · Andersson 24' · Eliasson 26' · Holmberg 31', 40' | Relatório |           | Público: 6 540 Árbitro: LAT Aleksandrs Golubevs |

| IFK Norrk. | Prishtina |

| 6 de julho de 2017 | Prishtina | 0 – 1     | IFK Norrköping | Olympic Stadium Adem Jashari, Mitrovica |
| 20:00              |           | Relatório | Andersson 71'  | Público: 1 300 Árbitro: DIN Jens Maae   |

| Prishtina | IFK Norrk. |

### Jogo 46
| 29 de junho de 2017 | Shakhtyor Salihorsk | 0 – 0     | Sūduva Marijampolė | Stroitel Stadium, Salihorsk                 |
| 18:00               |                     | Relatório |                    | Público: 3 100 Árbitro: KAZ Alexandr Aliyev |

| Shakhtyor | Sūduva |

| 6 de julho de 2017 | Sūduva Marijampolė               | 2 – 1     | Shakhtyor Salihorsk | Sūduva Stadium, Marijampolė                  |
| 17:00              | Leimonas 34' · Jankauskas 90'+1' | Relatório | Kavalyow 38'        | Público: 2 000 Árbitro: SCO Donald Robertson |

| Sūduva | Shakhtyor |

### Jogo 47
| 29 de junho de 2017 | KR Reykjavík | 0 – 0     | SJK | KR-völlur, Reykjavík                    |
| 21:15               |              | Relatório |     | Público: 531 Árbitro: CZE Zbyněk Proske |

| KR Reykjavík | SJK |

| 6 de julho de 2017 | SJK | 0 – 2     | KR Reykjavík               | OmaSP Stadion, Seinäjoki                 |
| 18:00              |     | Relatório | Pálmason 51' · Thomsen 83' | Público: 4 511 Árbitro: BIH Irfan Peljto |

| SJK | KR Reykjavík |

### Jogo 48
| 29 de junho de 2017 | Levadia Tallinn | 0 – 2     | Cork City                 | Pärnu Rannastaadion, Pärnu[P]                |
| 17:30               |                 | Relatório | Buckley 43' · Beattie 82' | Público: 1 500 Árbitro: DIN Jørgen Burchardt |

| Levadia | Cork City |

| 6 de julho de 2017 | Cork City                            | 4 – 2     | Levadia Tallinn           | Turners Cross, Cork                             |
| 20:45              | Sheppard 28' · Maguire 46', 86', 90' | Relatório | Kobzar 15' · Andreyev 33' | Público: 6 314 Árbitro: ISL Gunnar Jarl Jónsson |

| Cork City | Levadia |

### Jogo 49
| 29 de junho de 2017 | Lyngby    | 1 – 0     | Bangor City | Lyngby Stadium, Kongens Lyngby               |
| 18:30               | Blume 13' | Relatório |             | Público: 1 500 Árbitro: GRE Stavros Mantalos |

| Lyngby | Bangor City |

| 6 de julho de 2017 | Bangor City | 0 – 3     | Lyngby                       | Nantporth, Bangor                          |
| 19:30              |             | Relatório | K. Larsen 3', 43' · Kjær 37' | Público: 1 089 Árbitro: LIT Donatas Rumšas |

| Bangor City | Lyngby |

### Jogo 50
| 29 de junho de 2017 | KÍ | 0 – 0     | AIK | Gundadalur, Tórshavn[Q]                   |
| 18:30               |    | Relatório |     | Público: 1 374 Árbitro: SVK Michal Ocenáš |

| KÍ | AIK |

| 6 de julho de 2017 | AIK                                               | 5 – 0     | KÍ | Friends Arena, Solna                        |
| 19:00              | Markkanen 3', 6', 42' · Ishizaki 16' · Olsson 24' | Relatório |    | Público: 6 257 Árbitro: LUX Laurent Kopriwa |

| AIK | KÍ |